# Alziro Gomes
Alziro Gomes de Souza (Imperatriz, 10 de julho de 1923-6 de julho de 2001) foi um político, industrial e contabilista brasileiro. Ele serviu como vice-prefeito e prefeito interino de Tocantinópolis, deputado estadual por Goiás e suplente empossado de deputado federal pelo recém-criado estado do Tocantins. Era filiado ao Partido da Frente Liberal.

## Primeiros anos
Alziro Gomes de Souza nasceu na cidade maranhense de Imperatriz, no dia 10 de julho de 1923. Ele se formou em contabilidade pelo Colégio Marista de São Luís, no ano de 1948. Ele se transferiu para Tocantinópolis, onde fora eleito vice-prefeito pela UDN, na chapa de Trajano Machado Gontijo Filho.

## Carreira política

### Vice-prefeito e prefeito interino de Tocantinópolis
Em 31 de janeiro de 1960, Alziro tomou posse como vice-prefeito de Tocantinópolis, na chapa udenista do médico Trajano Machado. Devido a renúncia deste, em algum período de 1962, Souza foi empossado prefeito, permanecendo até o fim do mandato, em janeiro de 1965.

### Deputado estadual por Goiás
Alziro foi eleito e reeleito deputado estadual por Goiás em 1975 com 12.360 votos válidos e reeleito em 1979, com 13.252 votos, filiado a ARENA e ao PDS, simultaneamente.

### Deputado federal por Tocantins
Em 9 de janeiro de 1989, ele assume uma vaga na Câmara dos Deputados do Brasil, devido a licença do titular para ocupar a Secretaria Estadual de Educação. Nas eleições estaduais no Tocantins em 1988, ele havia se elegido suplente pelo Partido da Frente Liberal.

## Morte
Alziro Gomes de Souza faleceu em 6 de julho de 2001, aos 78 anos incompletos, 4 dias antes de seu aniversário; afastado da política.